# Anaschisma
Anaschisma és un gènere poc conegut d'amfibi prehistòric. És conegut del Carnià (Triàsic superior) del sud-oest americà i fou descrit per primera vegada a partir de restes trobades a la formació de Popo Agie (Wyoming). Una de les primeres anàlisis cladístiques que se'n feren el consideraren una forma avançada o molt derivada. Alguns espècimens atribuïts a Anaschisma sp. pertanyen a Apachesaurus.